# 100 романів, що надихають за версією Бі-бі-сі
5 листопада 2019 року BBC опублікувала список романів, які відібрала група з шести письменників та критиків, котрих попросили вибрати 100 англомовних романів, «які вплинули на їхнє життя». Отриманий список «100 романів, які сформували наш світ», BBC News назвали «100  романів, що надихають», а BBC опублікувала, щоб розпочати рік святкування літератури.  
Список викликав коментарі критиків та інших новинних агентств. Інформаційні агентства за межами Великої Британії, як-то канадська телекомпанія CBC News та нігерійський новинний вебсайт Legit.ng, представили авторів, твори яких увійшли до списку, які були громадянами тих країн. Газета «The Gurdian»  відзначила несподівану відсутність деяких творів у списку, як-то роману «Мобі Дік» (1851), а Джейк Керрідж у статті для «The Daily Telegraph» назвав його «обмеженим списком, який не сподобається нікому».
BBC опиралася на шістьох експертів: Стіга Абелла, Маріеллу Фроструп, Джуно Доусона, Кіта де Ваала, Александра Макколла Сміта та Сийму Аслам. CBC схарактеризувала цю групу як таку, що складається з «письменників, кураторів та критиків». За даними The Guardian, список був присвячений публікації «Робінзона Крузо» (1719) 300 років тому, який «широко вважають прабатьком англомовного роману». 
Комісія розділила свій список на десять категорій по десять романів.
| Назва                                            | Автор                         | Дата першої публікації | Категорія Бі-бі-сі          | Національність автора                         |
| ------------------------------------------------ | ----------------------------- | ---------------------- | --------------------------- | --------------------------------------------- |
| Кохана                                           | Тоні Моррісон                 | 1987                   | Ідентичність                | США                                           |
| Дні без кінця                                    | Себастіан Беррі               | 2016                   | Ідентичність                | Ірландія                                      |
| Вислизаючі уривки                                | Енн Майклз                    | 1996                   | Ідентичність                | Канада                                        |
| Половина жовтого сонця                           | Чімаманда Нґозі Адічі         | 2006                   | Іденичність                 | Нігерія                                       |
| Ті, що йдуть додому                              | Яа Ґ'ясі                      | 2016                   | Ідентичність                | Американська письменниця ґанського походження |
| Малий острів                                     | Андреа Леві                   | 2004                   | Ідентичність                | Велика Британія                               |
| Під скляним ковпаком                             | Сильвія Плат                  | 1963                   | Ідентичність                | США                                           |
| Бог Дрібниць                                     | Арундаті Рой                  | 1997                   | Ідентичність                | Індія                                         |
| І прийшло знищення                               | Чинуа Ачебе                   | 1958                   | Ідентичність                | Нігерія                                       |
| Білі зуби                                        | Зеді Сміт                     | 2000                   | Ідентичність                | Велика Британія                               |
| Щоденник Бріджит Джонс                           | Гелен Філдінг                 | 1996                   | Любов, секс та романтика    | Велика Британія                               |
| Назавжди...                                      | Джуді Блум                    | 1975                   | Любов, секс та романтика    | США                                           |
| Кімната Джованні                                 | Джеймс Болдвін                | 1956                   | Любов, секс та романтика    | США                                           |
| Гордість і упередження                           | Джейн Остін                   | 1813                   | Любов, секс та романтика    | Велика Британія                               |
| Вершники                                         | Джиллі Куперс                 | 1985                   | Любов, секс та романтика    | Велика Британія                               |
| Їхні очі дивилися на Бога                        | Зора Ніл Герстон              | 1937                   | Любов, секс та романтика    | США                                           |
| Далекі павільйони                                | М. М. Кає                     | 1978                   | Любов, секс та романтика    | Велика Британія                               |
| Сорок законів любові                             | Еліф Шафак                    | 2009                   | Любов, секс та романтика    | Туреччина                                     |
| Пристрасть                                       | Джанет Вінтерсон              | 1987                   | Любов, секс та романтика    | Велика Британія                               |
| Раби самотності                                  | Патрік Гамільтон              | 1947                   | Любов, секс та романтика    | Велика Британія                               |
| Місто Боуган                                     | Кевін Баррі                   | 2011                   | Пригоди                     | Ірландія                                      |
| Вушко голки                                      | Кен Фоллетт                   | 1978                   | Пригоди                     | Велика Британія                               |
| По кому подзвін                                  | Ернест Гемінґвей              | 1940                   | Пригоди                     | США                                           |
| Темні матерії                                    | Філіп Пуллман                 | 1995                   | Пригоди                     | Велика Британія                               |
| Айвенго                                          | Вальтер Скотт                 | 1819                   | Пригоди                     | Велика Британія                               |
| Містер Непохитний                                | Джон Бакен Твідсмур           | 1919                   | Пригоди                     | Велика Британія                               |
| Глибокий сон                                     | Реймонд Чандлер               | 1939                   | Пригоди                     | США                                           |
| Голодні ігри                                     | Сюзанна Коллінз               | 2008                   | Пригоди                     | США                                           |
| Оповідання Джека Обрі                            | Патрік О'Браян                | 1969                   | Пригоди                     | Велика Британія                               |
| Володар перснів                                  | Джон Рональд Руел Толкін      | 1954                   | Пригоди                     | Велика Британія                               |
| Гра престолів                                    | Джордж Мартін                 | 1996                   | Життя, смерть та інші світи | США                                           |
| Приголомшуючи богів                              | Бен Окрі                      | 1995                   | Життя, смерть та інші світи | Нігерія                                       |
| Дюна                                             | Френк Герберт                 | 1966                   | Життя, смерть та інші світи | США                                           |
| Франкенштайн, або Сучасний Прометей              | Мері Шеллі                    | 1818                   | Життя, смерть та інші світи | Велика Британія                               |
| Ґілеад                                           | Мерилін Робінсон              | 2004                   | Життя, смерть та інші світи | США                                           |
| Хроніки Нарнії                                   | Клайв Стейплз Льюїс           | 1950                   | Життя, смерть та інші світи | Велика Британія                               |
| Дискосвіт                                        | Террі Пратчетт                | 1983                   | Життя, смерть та інші світи | Велика Британія                               |
| Земномор'я                                       | Урсула Ле Гуїн                | 1968                   | Життя, смерть та інші світи | США                                           |
| Пісочний чоловік                                 | Ніл Ґейман                    | 1989                   | Життя, смерть та інші світи | Велика Британія                               |
| Дорога                                           | Кормак Маккарті               | 2006                   | Життя, смерть та інші світи | США                                           |
| Тисяча осяйних сонць                             | Халед Госсейні                | 2007                   | Політика, влада й протест   | Афгансько-американського походження           |
| Прекрасний новий світ                            | Олдос Гакслі                  | 1932                   | Політика, влада й протест   | Велика Британія                               |
| Домашнє вогнище                                  | Каміла Шамзі                  | 2017                   | Політика, влада й протест   | Велика Британія                               |
| Володар мух                                      | Вільям Ґолдінґ                | 1954                   | Політика, влада й протест   | Велика Британія                               |
| Хрестики-нулики                                  | Мелорі Блекмен                | 2001                   | Політика, влада й протест   | Велика Британія                               |
| Місто блудниці                                   | Джеймс Планкетт               | 1969                   | Політика, влада й протест   | Ірландія                                      |
| Барва пурпурова                                  | Еліс Вокер                    | 1982                   | Політика, влада й протест   | США                                           |
| Убити пересмішника                               | Гарпер Лі                     | 1960                   | Політика, влада й протест   | США                                           |
| «В» означає «Вендетта»                           | Алан Мур                      | 1982                   | Політика, влада й протест   | Велика Британія                               |
| Хіба що                                          | Керол Шилдс                   | 2002                   | Політика, влада й протест   | Канада                                        |
| Дім для містера Бісваса                          | Відьядхар Сураджпрасад Найпол | 1961                   | Клас і суспільство          | Тринідад                                      |
| Вулиця консервних заводів                        | Джон Стейнбек                 | 1945                   | Клас і суспільство          | США                                           |
| Безчестя                                         | Джон Максвелл Кутзее          | 1999                   | Клас і суспільство          | Південна Африка                               |
| Наш спільний друг                                | Чарлз Дікенс                  | 1864                   | Клас і суспільство          | Велика Британія                               |
| Бідна корова                                     | Нел Данн                      | 1967                   | Клас і суспільство          | Велика Британія                               |
| Вечір суботи і ранок неділі                      | Алан Сіллітоу                 | 1958                   | Клас і суспільство          | Велика Британія                               |
| Самотня пристрасть Джудіт Герн                   | Браян Мур                     | 1955                   | Клас і суспільство          | Британсько-канадського походження             |
| Розквіт міс Джин Броді                           | Мюріел Спарк                  | 1961                   | Клас і суспільство          | Велика Британія                               |
| Залишок дня                                      | Ішіґуро Кадзуо                | 1989                   | Клас і суспільство          | Велика Британія                               |
| Широке Саргасове море                            | Джин Ріс                      | 1966                   | Клас і суспільство          | Велика Британія                               |
| Емілі з Нового Місяця                            | Люсі Мод Монтгомері           | 1923                   | Дорослішання                | Канада                                        |
| Золота дитина                                    | Клер Адам                     | 2019                   | Дорослішання                | Тринідад                                      |
| Орикс і Деркач                                   | Маргарет Етвуд                | 2003                   | Дорослішання                | Канада                                        |
| Бувай, до завтра                                 | Вільям Максвел                | 1979                   | Дорослішання                | США                                           |
| Свамі та друзі                                   | Р. К. Нараян                  | 1935                   | Дорослішання                | Індія                                         |
| Сільські дівчата                                 | Една О'Браєн                  | 1960                   | Дорослішання                | Ірландія                                      |
| Гаррі Поттер                                     | Джоан Роулінг                 | 1997                   | Дорослішання                | Велика Британія                               |
| Аутсайдери (роман)                               | Сьюзен Елоїз Гінтон           | 1967                   | Дорослішання                | США                                           |
| Таємний щоденник Адріана Моулa, якому 13 ¾ років | Сью Таунсенд                  | 1982                   | Дорослішання                | Велика Британія                               |
| Сутінкова сага                                   | Стефені Маєр                  | 2005                   | Дорослішання                | США                                           |
| Підхожий хлопець                                 | Вікрам Сет                    | 1993                   | Сім'я та дружба             | Індія                                         |
| Балетні туфельки                                 | Ноель Стрітфілд               | 1935                   | Сім'я та дружба             | Велика Британія                               |
| Клаудстріт                                       | Тім Вінтон                    | 1991                   | Сім'я та дружба             | Австралія                                     |
| Ферма Колд-комфорт                               | Стелла Ґіббонс                | 1932                   | Сім'я та дружба             | Велика Британія                               |
| Я захоплюю замок                                 | Доді Сміт                     | 1948                   | Сім'я та дружба             | Велика Британія                               |
| Міддлмарч                                        | Джордж Еліот                  | 1871                   | Сім'я та дружба             | Велика Британія                               |
| Казки міста                                      | Армістед Мопін                | 1978                   | Сім'я та дружба             | США                                           |
| Морські вісті                                    | Енні Проул                    | 1993                   | Сім'я та дружба             | США                                           |
| Незнайомка з Вілдфел-Голу                        | Анна Бронте                   | 1848                   | Сім'я та дружба             | Велика Британія                               |
| Відьми                                           | Роальд Дал                    | 1983                   | Сім'я та дружба             | Велика Британія                               |
| Американський таблоїд                            | Джеймс Елрой                  | 1995                   | Злочин та конфлікт          | США                                           |
| Американська війна                               | Омар Ель Аккад                | 2017                   | Злочин та конфлікт          | Єгипетсько-американського походження          |
| Продавець морозива                               | Бапсі Сідхва                  | 1988                   | Злочин та конфлікт          | Велика Британія                               |
| Ребекка                                          | Дафна дю Мор'є                | 1938                   | Злочин та конфлікт          | Велика Британія                               |
| Регенерація                                      | Пет Баркер                    | 1991                   | Злочин та конфлікт          | Велика Британія                               |
| Діти чоловіків                                   | Філліс Дороті Джеймс          | 1992                   | Злочин та конфлікт          | Велика Британія                               |
| Собака Баскервілів                               | Артур Конан Дойл              | 1901                   | Злочин та конфлікт          | Велика Британія                               |
| Нерішучий фундаменталіст                         | Мохсін Хамід                  | 2007                   | Злочин та конфлікт          | Пакистан                                      |
| Талановитий містер Ріплі                         | Патриція Гайсміт              | 1955                   | Злочин та конфлікт          | США                                           |
| Тихий американець                                | Ґрем Ґрін                     | 1955                   | Злочин та конфлікт          | Велика Британія                               |
| Конфедерація дурнів                              | Джон Кеннеді Тул              | 1980                   | Порушники правил            | США                                           |
| Писар Бартлбі                                    | Герман Мелвілл                | 1853                   | Порушники правил            | США                                           |
| Хабібі                                           | Крейґ Томпсон                 | 2011                   | Порушники правил            | США                                           |
| Як бути обома                                    | Алі Сміт                      | 2014                   | Порушники правил            | Велика Британія                               |
| Орландо                                          | Вірджинія Вульф               | 1928                   | Порушники правил            | Велика Британія                               |
| Ночі у цирку                                     | Енджела Картер                | 1984                   | Порушники правил            | Велика Британія                               |
| 1984                                             | Джордж Орвелл                 | 1949                   | Порушники правил            | Велика Британія                               |
| Псміт, журналіст                                 | Пелем Ґренвіль Вудгауз        | 1909                   | Порушники правил            | Велика Британія                               |
| Останній подих мавра                             | Салман Рушді                  | 1995                   | Порушники правил            | Велика Британія                               |
| Замі: нове написання мого імені                  | Одрі Лорд                     | 1982                   | Порушники правил            | США                                           |